# Tony Award/Bestes Kostümdesign (Musical)
Der Tony Award for Best Costume Design in a Musical (deutsch: Tony Award für das beste Kostümdesign in einem Musical) ist ein US-amerikanischer Theater- und Musicalpreis, der erstmals 1961 verliehen wurde.

## Geschichte und Hintergrund
Die Tony Awards werden seit 1947 jährlich in zahlreichen Kategorien von circa 700 Juroren vergeben, die sich aus der Unterhaltungsbranche und Presse der Vereinigten Staaten rekrutieren. Eine dieser Kategorien ist der Tony Award for Best Costume Design in a Musical, der erstmals 1961 vergeben wurde. Von 1947 bis 1960 und von 1962 bis 2004 wurden Kostümdesigner für Theater und Musical in der gemeinsamen Kategorie Best Costume Design ausgezeichnet.

## Gewinner und Nominierte
Die Übersicht der Gewinner und Nominierten listet pro Jahr die nominierten Kostümdesigner und die jeweiligen Musicals. Der Gewinner eines Jahres ist grau unterlegt angezeigt.

### 1961
| Jahr                     | Kostümdesigner | Musical | Deutscher Titel |
| ------------------------ | -------------- | ------- | --------------- |
| 1961                     |                |         |                 |
| Adrian und Tony Duquette | Camelot        | Camelot |                 |
| Cecil Beaton             | Tenderloin     |         |                 |
| Rolf Gerard              | Irma la Douce  |         |                 |

### 2005–2009
| Jahr              | Kostümdesigner                 | Musical                                               | Deutscher Titel |
| ----------------- | ------------------------------ | ----------------------------------------------------- | --------------- |
| 2005              |                                |                                                       |                 |
| Catherine Zuber   | The Light in the Piazza        |                                                       |                 |
| Tim Hatley        | Monty Python's Spamalot        | Monty Python’s Spamalot – Das total verrückte Musical |                 |
| Junko Kushino     | Pacific Overtures              |                                                       |                 |
| William Ivey Long | La Cage aux Folles             | La Cage aux Folles                                    |                 |
| 2006              |                                |                                                       |                 |
| Gregg Barnes      | The Drowsy Chaperone           | Hochzeit mit Hindernissen                             |                 |
| Susan Hilferty    | Lestat                         |                                                       |                 |
| Martin Pakledinaz | The Pajama Game                |                                                       |                 |
| Paul Tazewell     | The Color Purple               |                                                       |                 |
| 2007              |                                |                                                       |                 |
| William Ivey Long | Grey Gardens                   |                                                       |                 |
| Gregg Barnes      | Legally Blonde                 | Natürlich blond                                       |                 |
| Bob Crowley       | Mary Poppins                   |                                                       |                 |
| Susan Hilferty    | Spring Awakening               | Frühlings Erwachen                                    |                 |
| 2008              |                                |                                                       |                 |
| Catherine Zuber   | South Pacific                  | South Pacific                                         |                 |
| David Farley      | Sunday in the Park with George |                                                       |                 |
| Martin Pakledinaz | Gypsy                          |                                                       |                 |
| Paul Tazewell     | In the Heights                 | In the Heights                                        |                 |
| 2009              |                                |                                                       |                 |
| Tim Hatley        | Shrek The Musical              |                                                       |                 |
| Gregory Gale      | Rock of Ages                   |                                                       |                 |
| Nicky Gillibrand  | Billy Elliot the Musical       | Billy Elliot                                          |                 |
| Michael McDonald  | Hair                           | Hair                                                  |                 |

### 2010–2019
| Jahr                           | Kostümdesigner                                   | Musical                                          | Deutscher Titel |
| ------------------------------ | ------------------------------------------------ | ------------------------------------------------ | --------------- |
| 2010                           |                                                  |                                                  |                 |
| Marina Draghici                | Fela!                                            |                                                  |                 |
| Paul Tazewell                  | Memphis                                          |                                                  |                 |
| Matthew Wright                 | La Cage aux Folles                               | La Cage aux Folles                               |                 |
| 2011                           |                                                  |                                                  |                 |
| Tim Chappel und Lizzy Gardiner | Priscilla, Queen of the Desert                   |                                                  |                 |
| Martin Pakledinaz              | Anything Goes                                    | Anything Goes                                    |                 |
| Ann Roth                       | The Book of Mormon                               | The Book of Mormon                               |                 |
| Catherine Zuber                | How to Succeed in Business Without Really Trying | How to Succeed in Business Without Really Trying |                 |
| 2012                           |                                                  |                                                  |                 |
| Gregg Barnes                   | Follies                                          | Follies                                          |                 |
| ESosa                          | Porgy and Bess                                   | Porgy and Bess                                   |                 |
| Eiko Ishioka                   | Spider-Man: Turn Off the Dark                    |                                                  |                 |
| Martin Pakledinaz              | Nice Work If You Can Get It                      |                                                  |                 |
| 2013                           |                                                  |                                                  |                 |
| William Ivey Long              | Rodgers and Hammerstein's Cinderella             | Cinderella                                       |                 |
| Gregg Barnes                   | Kinky Boots                                      | Kinky Boots                                      |                 |
| Rob Howell                     | Matilda the Musical                              |                                                  |                 |
| Dominique Lemieux              | Pippin                                           | Pippin                                           |                 |
| 2014                           |                                                  |                                                  |                 |
| Linda Cho                      | A Gentleman's Guide to Love and Murder           |                                                  |                 |
| William Ivey Long              | Bullets Over Broadway                            |                                                  |                 |
| Arianne Phillips               | Hedwig and the Angry Inch                        | Hedwig and the Angry Inch                        |                 |
| Isabel Toledo                  | After Midnight                                   |                                                  |                 |
| 2015                           |                                                  |                                                  |                 |
| Catherine Zuber                | The King and I                                   | Der König und ich                                |                 |
| Gregg Barnes                   | Something Rotten!                                |                                                  |                 |
| Bob Crowley                    | An American in Paris                             |                                                  |                 |
| William Ivey Long              | On the Twentieth Century                         |                                                  |                 |
| 2016                           |                                                  |                                                  |                 |
| Paul Tazewell                  | Hamilton                                         |                                                  |                 |
| Gregg Barnes                   | Tuck Everlasting                                 |                                                  |                 |
| Jeff Mahshie                   | She Loves Me                                     | She Loves Me                                     |                 |
| Ann Roth                       | Shuffle Along                                    |                                                  |                 |
| 2017                           |                                                  |                                                  |                 |
| Santo Loquasto                 | Hello, Dolly!                                    | Hallo, Dolly!                                    |                 |
| Linda Cho                      | Anastasia                                        | Anastasia                                        |                 |
| Paloma Young                   | Natasha, Pierre & The Great Comet of 1812        |                                                  |                 |
| Catherine Zuber                | War Paint                                        |                                                  |                 |
| 2018                           |                                                  |                                                  |                 |
| Catherine Zuber                | My Fair Lady                                     | My Fair Lady                                     |                 |
| Gregg Barnes                   | Mean Girls                                       |                                                  |                 |
| Clint Ramos                    | Once on This Island                              | Once on This Island                              |                 |
| Ann Roth                       | Carousel                                         | Carousel                                         |                 |
| David Zinn                     | SpongeBob SquarePants                            |                                                  |                 |
| 2019                           |                                                  |                                                  |                 |
| Bob Mackie                     | The Cher Show                                    |                                                  |                 |
| Michael Krass                  | Hadestown                                        |                                                  |                 |
| William Ivey Long              | Beetlejuice                                      |                                                  |                 |
| William Ivey Long              | Tootsie                                          |                                                  |                 |
| Paul Tazewell                  | Ain’t Too Proud                                  |                                                  |                 |

### 2020–2021
| Jahr                        | Kostümdesigner              | Musical                        | Deutscher Titel |
| --------------------------- | --------------------------- | ------------------------------ | --------------- |
| 2020/2021                   |                             |                                |                 |
| Catherine Zuber             | Moulin Rouge!               |                                |                 |
| Emily Rebholz               | Jagged Little Pill          |                                |                 |
| Mark Thompson               | Tina                        | Tina – Das Tina Turner Musical |                 |
| 2022                        |                             |                                |                 |
| Gabriella Slade             | Six                         |                                |                 |
| Fly Davis                   | Caroline, or Change         |                                |                 |
| Toni-Leslie James           | Paradise Square             |                                |                 |
| William Ivey Long           | Diana                       |                                |                 |
| Santo Loquasto              | The Music Man               |                                |                 |
| Paul Tazewell               | MJ                          |                                |                 |
| 2023                        |                             |                                |                 |
| Gregg Barnes                | Some Like It Hot            |                                |                 |
| Sophia Choi und Clint Ramos | KPOP                        |                                |                 |
| Susan Hilferty              | Parade                      |                                |                 |
| Jennifer Moeller            | Camelot                     |                                |                 |
| Paloma Young                | & Juliet                    |                                |                 |
| Donna Zakowska              | New York, New York          |                                |                 |
| 2024                        |                             |                                |                 |
| Linda Cho                   | The Great Gatsby            |                                |                 |
| Dede Ayite                  | Hell’s Kitchen              |                                |                 |
| David Israel Reynoso        | Water for Elephants         |                                |                 |
| Tom Scutt                   | Cabaret at the Kit Kat Club |                                |                 |
| Paul Tazewell               | Suffs                       |                                |                 |